# Набережна вулиця (Київ, Солом'янський район)
На́бережна ву́лиця — вулиця у Солом'янському районі міста Києва, селище Жуляни. Пролягає від Повітрофлотської вулиці до вулиці Сергія Колоса.

## Історія
Виникла, найімовірніше, у повоєнний час, під такою ж назвою (пролягає вздовж річки Нивка), оскільки карти раніших часів (1850-х, 1891, 1933 та 1943 років) вулицю не фіксують.

## Особливості вулиці
Вулиця пролягає з обох боків від річки Нивка, тому парна нумерація забудови — з одного боку річки, а непарна — з протилежного.